# نگسادنا
نگسادنا (به لاتین: Niesadna) یک روستا در لهستان است که در گمینا پیلاوا واقع شده‌است.